# 圣乔治 (南卡罗来纳州)
圣乔治（英文：St. George），是美国南卡罗来纳州下属的一座城市。城市类型是“Town”。其面积大约为4.24平方英里（10.98平方公里）。根据2010年美国人口普查，该市有人口2,084人，人口密度约为每平方 英里491.39人（约合每平方公里189.73人）。